# Sérgio Manuel Patrício Martins
Sérgio Manuel Patrício Martins MPSD • MCCE • MPCE (Lourinhã, 25 de Agosto de 1956 - Lagos, 11 de Dezembro de 2005), foi um polícia e militar português.

## Biografia

### Primeiros anos
Nasceu na Lourinhã, em 25 de Agosto de 1956, filho de Manuel Martins e de Maria José Patrício.

### Carreira
Entrou ao serviço da Polícia de Segurança Pública em 5 de Janeiro de 1981, tendo sido promovido às categorias de guarda de segunda classe em 26 de Junho de 1986, segundo subchefe em 1 de Julho de 1987, primeiro subchefe em 18 de Julho de 1990, e chefe em 14 de Agosto de 2000. Exerceu como chefe no Comando Metropolitano de Lisboa, e nos comandos policiais de Leiria, Ponta Delgada e Faro. De 29 de Março de 1982 a 30 de Novembro de 1992, esteve integrado no Grupo de Operações Especiais.
Fez parte da força de Paz da força de paz da ONU na Jugoslávia durante cerca de doze meses, entre 20 de Abril de 1993 e 4 de Março de 1994.

### Família e morte
Faleceu na madrugada do dia 11 de Dezembro de 2005, em Lagos, quando foi baleado por um grupo de criminosos, que antes tinham realizado um assalto a uma caixa multibanco em Budens, no Concelho de Vila do Bispo.
Estava casado com Maria da Conceição da Cruz Tomás Martins, com quem teve filhos.

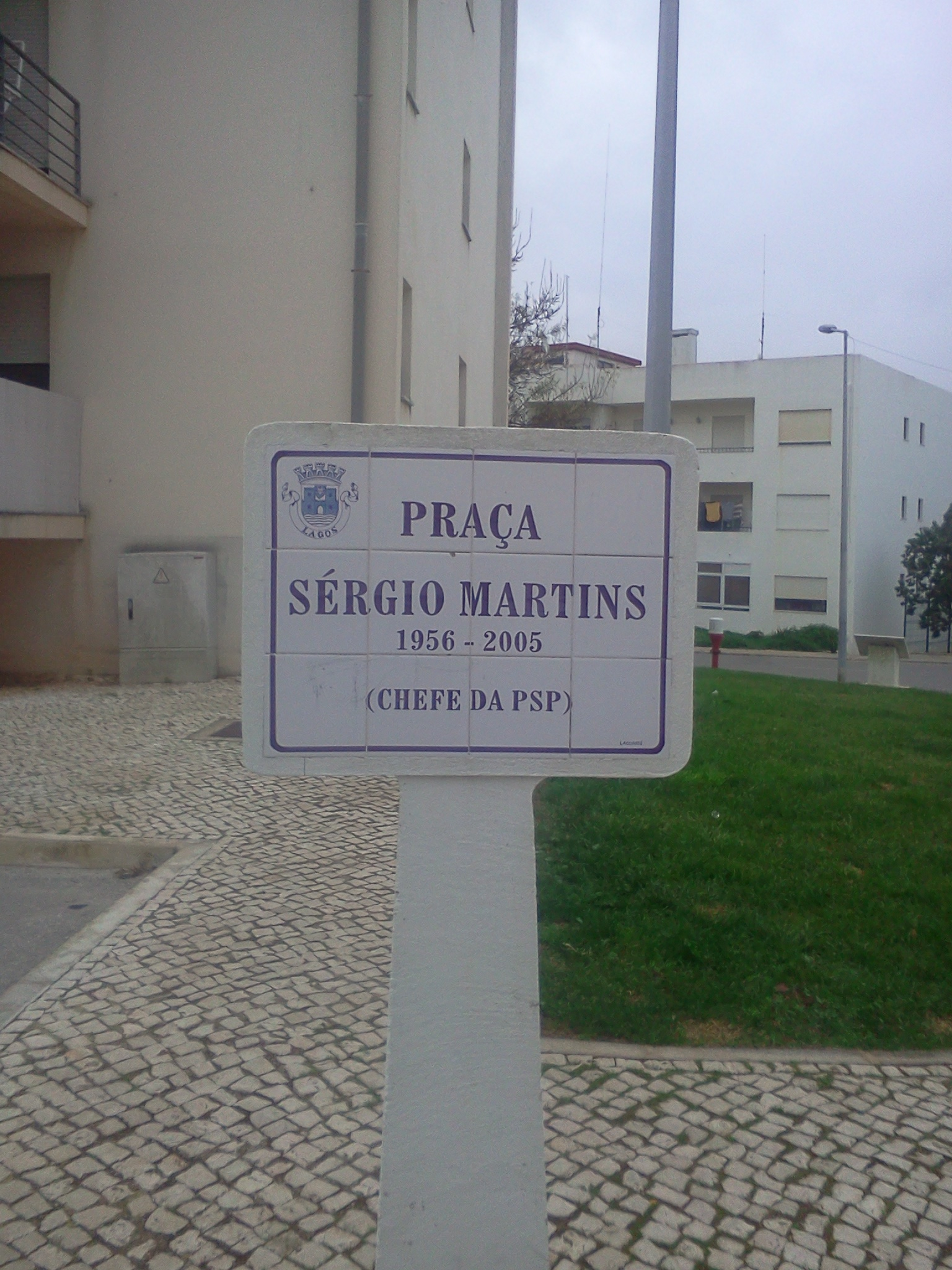
Placa toponímica da Rua Sérgio Martins, em Lagos.

## Prémios e homenagens
Recebeu duas Medalhas de Comportamento Exemplar, em cobre e prata, e Medalhas de Assiduidade da Polícia de Segurança Pública, de uma e duas estrelas. Foi igualmente agraciado, a título póstumo, com um louvor e uma medalha de prata de Serviços Distintos.
Em sua homenagem, as comemorações do 79º aniversário do Comando da Polícia de Segurança Pública de Faro, em 2007, tiveram lugar na cidade de Lagos.
Em 7 de Fevereiro de 2007, a Câmara Municipal de Lagos colocou o seu nome numa rua da antiga Freguesia de São Sebastião. A placa toponímica foi descerrada nesse mesmo ano, pelo filho mais velho de Sérgio Martins.